# Gaspar Fagel
Gaspar Fagel (La Haya, 25 de enero de 1634 - † La Haya, 15 de diciembre de 1688) fue un importante político holandés, y descendiente de una de las familia Fagel, más importante, poderosas y ricas de holandesa.
En 1667, cuando Guillermo III de Inglaterra se acercaba a la edad de 18 años, al partido pro-Orange trató de restaurar al príncipe en el poder asegurando para él los cargos de estatúder y de capitán general. Para prevenir la restauración de la influencia de la Casa de Orange, Gaspar Fagel, Johan de Witt, Andries de Graeff y Gillis Valckenier procuró la emisión del Decreto Eterno (o Decreto Perpetuo), que declaró que el Capitán-General o Almirante General de los Países Bajos no podría servir como estatúder en ninguna provincia. Además, la provincia de Holanda suprimiría el cargo de estatúder (otras provincias siguieron su ejemplo).
Gaspar Fagel se convirtió, como Raadpensionaris (gran pensionario), en el líder de facto del cuerpo gobernante en 1672. Controlando Holanda, la provincia más poderosa, gobernó la República de las Provincias Unidas como un todo.
| Predecesor: Johan de Witt | Gran pensionario de Holanda 1672 - 1688 | Sucesor: Michiel ten Hove |

- Datos: Q388711
- Multimedia: Gaspar Fagel / Q388711